# Protéase transmembranaire à sérine 2
La protéase transmembranaire à sérine 2 (en anglais : transmembrane protease serine 2) est une enzyme. Chez l'homme, elle est codée par le gène TMPRSS2,.

## Le gène TMPRSS2
Il code une protéine de la famille des protéases à sérine. Cette protéine contient quatre domaines :
1. un domaine transmembranaire de type II ;
2. un domaine récepteur de classe A ;
3. un domaine récepteur éboueur, riche en cystéine ;
4. un domaine protéase.

Les fonctions biologiques du gène sont inconnues, mais ces protéases à sérine sont connues pour être impliquées dans de nombreux processus physiologiques (ex : homéostasie du fer) et pathologiques (ex : fibrose pulmonaire idiopathique (FPI) ).
On sait par exemple que dans les cellules cancéreuses de la prostate, ce gène est régulé à la hausse par les hormones androgènes et à la baisse par des facteurs indépendants des androgènes.
On pense que le domaine protéase de cette protéine est clivé et sécrété dans les milieux cellulaires après autoclivage.

## Fusion de gènes ERG
La fonction de la protéine TMPRSS2 dans la cancérogenèse de la prostate repose sur la surexpression des facteurs de transcription ETS, tels que ERG (oncogène) et ETV1 (gène codant la protéine « ETS translocation variant 1 »), par fusion de gènes.
Le gène de fusion TMPRSS2-ERG est le plus fréquent, présent dans 40 à 80 % des cancers de la prostate chez l'homme.
La surexpression de l'ERG contribue au développement de l'indépendance aux androgènes dans le cancer de la prostate en perturbant la signalisation des récepteurs aux androgènes,

## Relation avec les coronavirus
Certains coronavirus sont activés par le contact avec l'extrémité de la TMPRSS2 qui émerge de la surface de certaines cellules. C'est le cas du coronavirus du SRAS (2003) et pour le nouveau coronavirus de 2019/20, dit SARS-CoV-2. On peut donc supposer que l'entrée du virus dans la cellule puisse être freinée par les inhibiteurs de TMPRSS2. Selon Hoffmann & al. (mars 2020), le virus « SARS-CoV-2 utilise le récepteur SARS-CoV ACE2 pour l'entrée et la sérine protéase TMPRSS2 pour l'amorçage de la protéine S. Un inhibiteur de la TMPRSS2, approuvé pour une utilisation clinique, a bloqué l'entrée (du virus) et pourrait constituer une option de traitement ».
Il avait déjà été montré en 2011 (pour le SARS-CoV de 2003, génétiquement très proche du SARS-CoV-2) que quand une protéine S (péplomère saillant du virus) du SRAS se liait au récepteur ACE2 de sa cellule hôte, le complexe virus-cellule était traité protéolytiquement par la protéase transmembranaire de type 2 TMPRSS2, conduisant au clivage de la protéine S virale en ses deux sous-unités actives, S1 assurant la liaison du virus au récepteur de la cellule hôte, S2 la fusion de l'enveloppe virale avec la membrane de cette cellule,, selon un mécanisme similaire à celui observé pour la grippe ou le métapneumovirus humain, facilitant ainsi la pénétration du virus dans sa cellule cible. On sait que la protéine ACE2 est le récepteur du virus,, mais une hypothèse émise en 2011 était que quand une cellule présente à sa surface conjointement les deux récepteurs ACE2 et TMPRSS2 (comme les pneumocytes de type II), elle est davantage susceptible d'être infectée par le SARS-CoV.
Remarque : dans les pneumocytes de type II (l'une des principales cibles des coronavirus humains), l'expression de la TMPRSS2 s'active conjointement au récepteur des androgènes (RA). Ce récepteur est donc potentiellement actif dans le processus d'infection de la COVID-19, ce qui pourrait, notamment, expliquer que les hommes soient plus sévèrement touchés par la maladie, ce récepteur affectant aussi la sécrétion du surfactant pulmonaire au SARS-CoV-2.